# Superissimi (Rondò Veneziano)
Rondò Veneziano: Superissimi è la ventinovesima compilation dei Rondò Veneziano pubblicata nel 2006 dalla Sony Music. Le musiche sono di Gian Piero Reverberi, Laura Giordano e Ivano Pavesi.

## Tracce
1. Rondò veneziano (versione Stagioni di Venezia)
2. La Serenissima (versione Stagioni di Venezia)
3. Riverberi
4. Casanova
5. Nettuno
6. Iridescenze
7. Gondole
8. Cattedrali
9. Estasi veneziana